# Flecken Zechlin

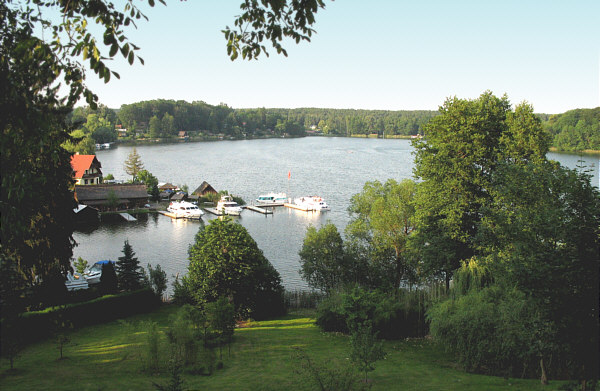
Der Schwarze See bei Flecken Zechlin

Flecken Zechlin ist ein Ortsteil der Stadt Rheinsberg im Landkreis Ostprignitz-Ruppin im Norden Brandenburgs. Er hat etwa 700 Einwohner.

## Geographie
Die Ortschaft liegt etwa 100 Kilometer nordwestlich von Berlin und rund 13 Kilometer vom Ortskern Rheinsbergs entfernt. Sie ist Teil der historischen Landschaft Prignitz. Die Gemarkung des Ortes grenzt im Norden an Mecklenburg.
Der Flecken Zechlin liegt am westlichen und nördlichen Ufer des Schwarzen Sees, auch Kleiner Zechliner See genannt, der zur Rheinsberger Seenplatte gehört. Über den Zechliner Kanal ist der Schwarze See, an der dem Ort gegenüberliegenden Seite, mit dem Großen Zechliner See und damit mit der Rheinsberger Seenplatte verbunden. Am Großen Zechliner See befinden sich zwei Campingplätze. Weitere Seen in der Nähe der Ortschaft sind der Große und der Kleine Wummsee sowie der Kapellensee.
Westlich liegt der ehemalige Truppenübungsplatz Wittstock (Bombodrom). Die Straße nach Schweinrich verläuft über das Gelände und wurde erst am 10. November 1992 wieder zur Nutzung durch die Zivilbevölkerung freigegeben.
Große Gebiete der Gemarkung von Flecken Zechlin gehören zum Naturpark Stechlin-Ruppiner Land.

## Geschichte

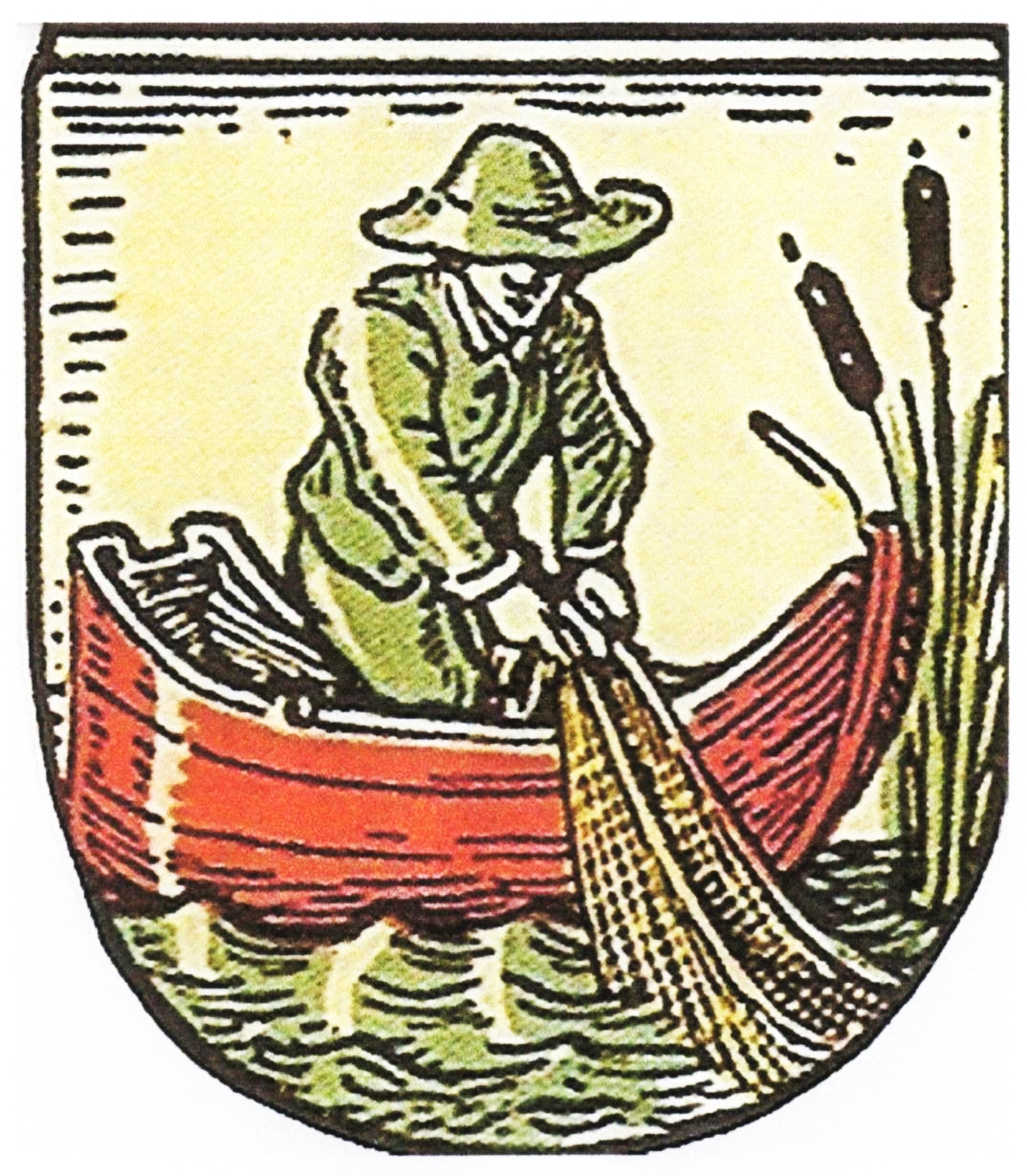
Wappen der ehemaligen Gemeinde Flecken Zechlin

Der Name des Ortes Zechlin leitet sich vermutlich vom slawischen Wort cêglu für einzig bzw. vom slawischen Lokator Cêgola ab.
Flecken Zechlin – oder auch nur Zechlin – wurde urkundlich erstmals im Jahr 1237 in einer Schenkungsurkunde des Fürsten Nikolaus I. von Werle an das Zisterzienserkloster Bad Doberan genannt. Seit 1304 gehörte es zur Herrschaft Stargard. Als diese nach dem Vertrag von Vietmannsdorf in mecklenburgischen Besitz überging, baute dessen Fürst Heinrich II. eine Burganlage zum Schutz gegen die brandenburgischen Markgrafen. Im Jahr 1320 wurde es von diesem an das Bistum Havelberg verkauft.
Im Jahr 1548 verstarb der letzte Bischof von Havelberg Busso X. von Alvensleben und durch die Reformation fielen die Burg und das dazugehörige Land 1571 an den brandenburgischen Kurfürsten Joachim II. Flecken Zechlin wurde ein kurfürstliches Amt, das Amt Zechlin.
Zwischen den Jahren 1548 und 1640 war die Burg eine der Residenzen der brandenburgischen Hohenzollern. Diese bauten die Burg zu einem Schloss um. Seit 1640 waren das Schloss und der Ort Amtssitz des Preußischen Domänenamtes Zechlin bis zu dessen Auflösung 1860. Danach war es nur noch Domänenpolizeiamt, das schließlich 1872/74 aufgelöst wurde. Im Jahr 1721 stürzte das Schloss nach einem Brand zusammen und ein neues Amtsgebäude wurde errichtet. Das Amt wurde danach als königliche Domäne an die Familie Stropp verpachtet.
Die klassizistische Kirche wurde im Jahr 1775 erbaut.
In der Endphase des Zweiten Weltkriegs wurden KZ-Häftlinge auf Todesmärsche gezwungen. Einer der Todesmärsche führte durch das Dorf Zechlin und den Flecken Zechlin. Den Todesmärschen durch Brandenburg wird in der Gedenkstätte Todesmarsch im Belower Wald gedacht. Im Flecken Zechlin gibt es eine Gedenktafel. In den vergangenen Jahren gab es verschiedene Gedenkveranstaltungen zu dem Todesmarsch.
Nach dem Zweiten Weltkrieg wurde ein sowjetischer Ehrenfriedhof am nordöstlichen Ortseingang für 17 gefallene Angehörige der Roten Armee errichtet.
Bis 1991 befand sich im Flecken Zechlin ein Kernwaffenlager der Westgruppe der Truppen der Sowjetischen Streitkräfte in Deutschland.
Am 26. Oktober 2003 wurde Flecken Zechlin nach Rheinsberg eingemeindet.
Am 23. Juli 2011 erhielt das Dorf den Titel „Staatlich anerkannter Erholungsort“ als Erweiterung dieses Titels der Kernstadt Rheinsberg verliehen. Der Ort wird nicht gesondert in der Zählung des Landes Brandenburg gewertet.

## Verkehr
Mit der Errichtung einer Dampferanlegestelle im Jahr 1907 wurde der Ort an das Rheinsberger Seengebiet touristisch angeschlossen. 1926 wurde die Eisenbahnstrecke von Rheinsberg bis Flecken Zechlin verlängert und am 15. Mai 1928 eröffnet. In den 1930er Jahren verkehrten etwa fünf Züge am Tag von Flecken Zechlin über Rheinsberg nach Löwenberg (Mark) mit Anschluss nach Berlin und zurück. Am Wochenende im Sommer gab es direkte Züge von und nach Berlin. Die Strecke wurde nach dem Zweiten Weltkrieg abgebaut, die Schienen als Reparationszahlung in die Sowjetunion geschafft. Später wurde auf der ehemaligen Trasse vorbei an den Linowseen, dem Pätschsee und dem Ort Kagar der Fahrradweg Rheinsberg – Flecken Zechlin, heute Teil der Tour Brandenburg, errichtet.

## Bildungseinrichtungen
In Flecken Zechlin befindet sich eine Grundschule. Am südlichen Ortsrand am Schwarzen See liegt die 1993 erbaute DGB-Jugendbildungsstätte Flecken Zechlin, ein Haus am See mit 84 Betten in Ein- bis Vierbettzimmern.

## Persönlichkeiten

### Söhne und Töchter des Ortes
- Sophie von Brandenburg (1568–1622), Prinzessin von Brandenburg
- Franz Tourbié (1847–1910), Amtsrichter in Pommern, 1892–1910 sozialpolitischer Stadtrat in Berlin

### Persönlichkeiten, die im Ort gewirkt haben

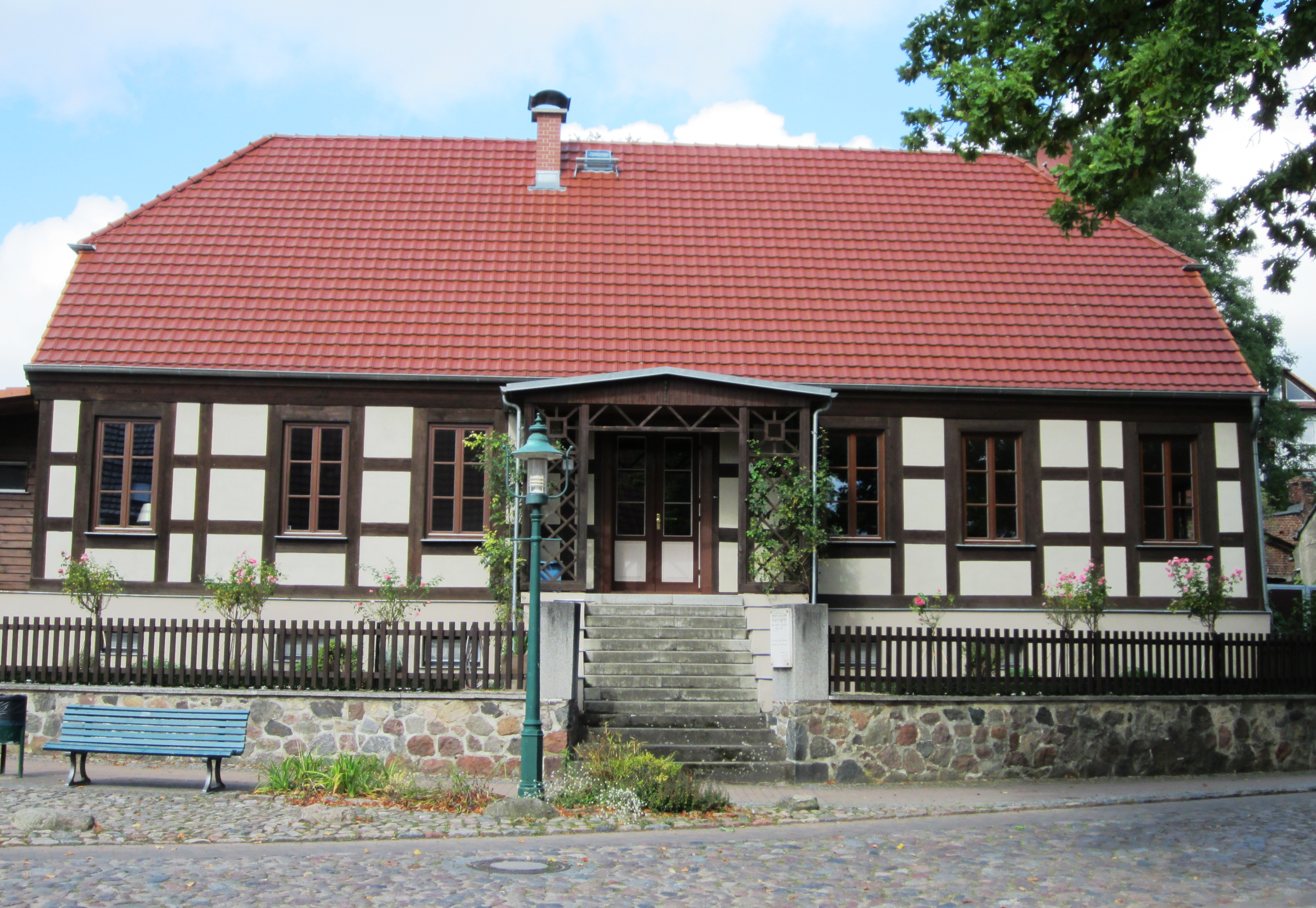
Wohn- und Sterbehaus von Eduard Gaertner

- Eduard Gaertner (1801–1877), Berliner Maler, der hier mit seiner Ehefrau Henriette Gaertner seinen Lebensabend verbrachte
- Louis Maron (1823–1885), seit 1860 königlicher Oberförster in Flecken Zechlin, wurde 1874 zum Amtsvorsteher des Amtsbezirks 16 Flecken Zechlin des Kreises Ostprignitz ernannt.[19]